# Zsuzsanna Jakabos
Zsuzsanna Jakabos (Pécs, 3 aprile 1989) è una nuotatrice ungherese.

## Palmarès
- Europei

Budapest 2010: argento nei 200m farfalla e bronzo nei 400m misti.
Debrecen 2012: argento nei 400m misti, nei 200m farfalla e nella 4x200m sl.
Berlino 2014: bronzo nella 4x200m sl.
Londra 2016: oro nella 4x200m sl, bronzo nei 400m misti e nella 4x100m misti mista.
Budapest 2020: argento nella 4x200m sl.
Roma 2022: argento nei 400m misti, bronzo nella 4x200m sl.
Belgrado 2024: oro nella 4x100m sl, argento nella 4x200m sl, bronzo nei 400m misti.
- Europei in vasca corta

Trieste 2005: bronzo nei 400m misti.
Istanbul 2009: bronzo nei 400m misti.
Eindhoven 2010: oro nei 200m farfalla e nei 400m misti.
Stettino 2011: argento nei 100m misti e bronzo nei 400m misti.
Chartres 2012: argento nei 100m misti, bronzo nei 200m misti e nei 400m misti.
Glasgow 2019: argento nei 400m misti, bronzo nei 200m farfalla.
- Europei giovanili

Lisbona 2004: oro nei 400m misti e nella 4x200m sl, argento nei 200m misti e nella 4x100m sl.
Budapest 2005: oro nei 200m farfalla, argento nei 200m misti, nella 4x100m sl e nella 4x200m sl.
- World Games

Birmingham 2022: oro nella 4x50m ostacoli, argento nella 4x50m mista.

## International Swimming League
| Stagione 2019 | Stagione 2020   | Stagione 2021 |
| ------------- | --------------- | ------------- |
| Iron          | Energy Standard | DC Trident    |